# Радула (рослина)
Радула (Radula) — рід юнгерманієвих печіночників порядку юнгерманієві (Jungermanniales), що складає монотипову родину Радулові (Radulaceae).

## Опис
Радула утворює на субстраті притиснуті, плоскі дернинки жовто-зеленого і зеленого кольору. Стебло у них перистогілясте, з дволопатевими листками, розміщеними у два ряди, без амфігастріїв.

## Класифікація
Налічує понад 250 видів, поширених переважно у тропічних країнах. В Україні два види можна зустріти на корі дерев і на скелях.
Деякі види роду:
- Радула сплющена (Radula complanata)
- Radula jonesii, Bouman, Dirkse & Yamada
- Radula kojana
- Radula laxiramea
- Radula marginata
- Radula perrottetii
- Radula visiniaca, C. Massal.